# Buster Söderström
Buster Sverre Lennart Söderström, marknadsförd som Buster Moe, född 12 augusti 1991 i Stockholm, är en svensk musiker, singer-songwriter och tidigare barnskådespelare. Han medverkade på samlingsskivan Cold Chilling: Compton' och signad under At Night Management och PRMD Music .
År 2016 släppte Buster Moe singlarna "Shoot Me", "I’ll Be Fine", "Good Kinda Crazy" och "Down", som senare kom att ingå på EP:n Good Kinda Crazy EP som släpptes 23 september 2016.

## Diskografi

### Singlar
- 2016 - Shoot Me
- 2016 - I'll Be Fine
- 2016 - Good Kinda Crazy
- 2016 - Down

## Filmografi i urval
- 2004 – Lilla Jönssonligan på kollo